# 何塞·玛丽亚·莫雷洛斯

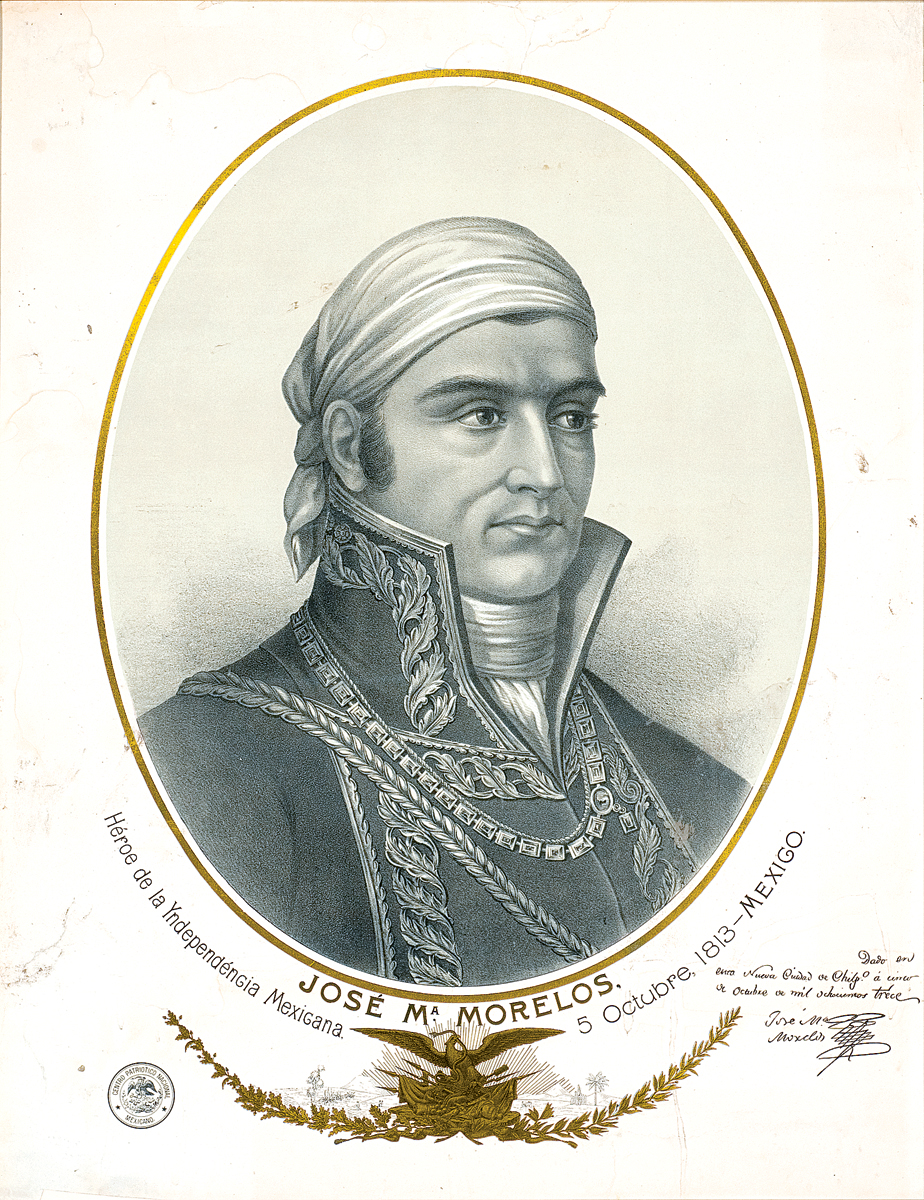
何塞·玛丽亚·莫雷洛斯肖像

何塞·玛丽亚·莫雷洛斯（西班牙語：José María Morelos，1765年—1815年），墨西哥革命家，墨西哥独立战争主要领导人之一。麥士蒂索人。
出身於瓦拉多利德（今莫雷利亞）的貧苦家庭，早年在阿卡普爾科與墨西哥城之間的商路擔任馬伕，1789年在伊達爾哥任教的聖尼古拉斯學院讀書，1799年在米卻肯州的Carácuaro擔任神父。1810年9月革命爆發後，立刻趕赴參加。1811年，伊达尔戈被捕之后，他接替担任独立战争领导人，在墨西哥西南部丘陵組織游擊隊，控制了南部部分地區，1813年在所控制地區召開國民議會，1813年11月6日在奇爾潘辛戈宣布墨西哥共和國獨立，1814年10月通過共和國憲法，建立共和、廢除奴隸與社會和種族不平等的制度。1815年11月5日被西班牙殖民軍打敗被俘虜，12月22日被秘密处死，遺體最後葬於獨立紀念柱下，後繼者仍繼續游擊作戰。

## 纪念

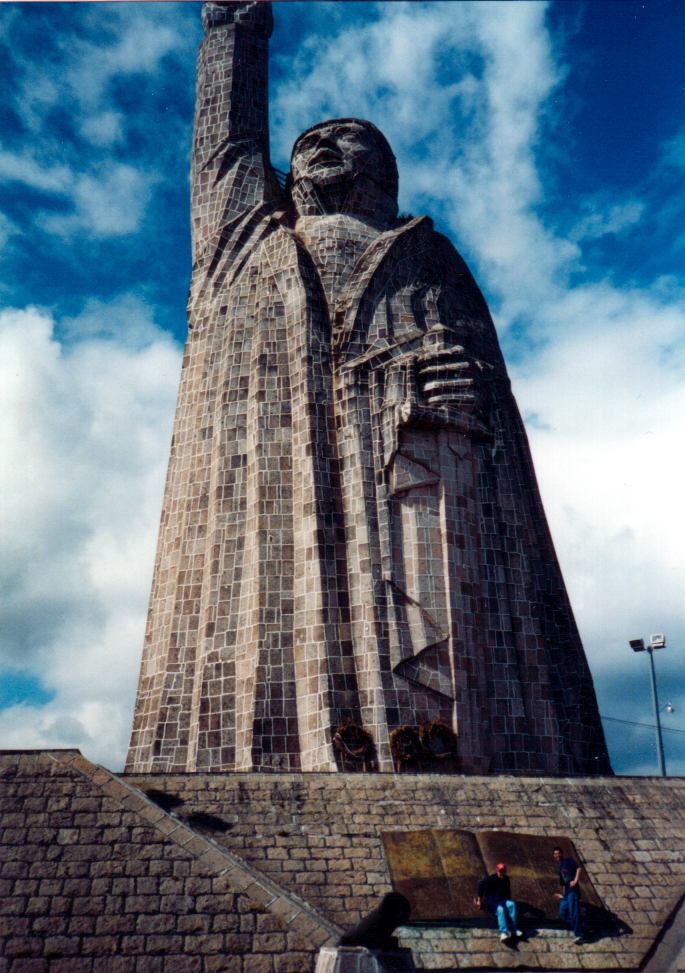
莫雷洛斯雕像

- 莫雷洛斯州，墨西哥的1个州，得名于莫雷洛斯。
- 莫雷利亚，墨西哥城市，得名于莫雷洛斯。
- 1997年，墨西哥钱币50比索有莫雷洛斯的肖像。